# Melanichneumon spectabilis
Melanichneumon spectabilis là một loài tò vò trong họ Ichneumonidae.